# فربيون شجري
الفربيون الشجري (باللاتينية: Euphorbia dendroides) نوع نباتي يتبع جنس الفربيون من الفصيلة اللبنية.

## الموئل والانتشار
ينتشر في حوض البحر الأبيض المتوسط من بلاد الشام إلى مصر والمغرب العربي والبلقان وجنوب أوروبا وتركيا.

## مرادفات للاسم العلمي
- (باللاتينية: Esula dendroides (L.) Haw.)
- (باللاتينية: Euphorbion dendroideum (L.) St.-Lag.)
- (باللاتينية: Tithymalus dendroides (L.) Hill)
- (باللاتينية: Euphorbia divaricata Jacq.)
- (باللاتينية: Euphorbia laeta Aiton)
- (باللاتينية: Tithymalus arboreus Tourn. ex Lam.)
- (باللاتينية: Tithymalus laetus (Aiton) Haw.)

## معرض صور

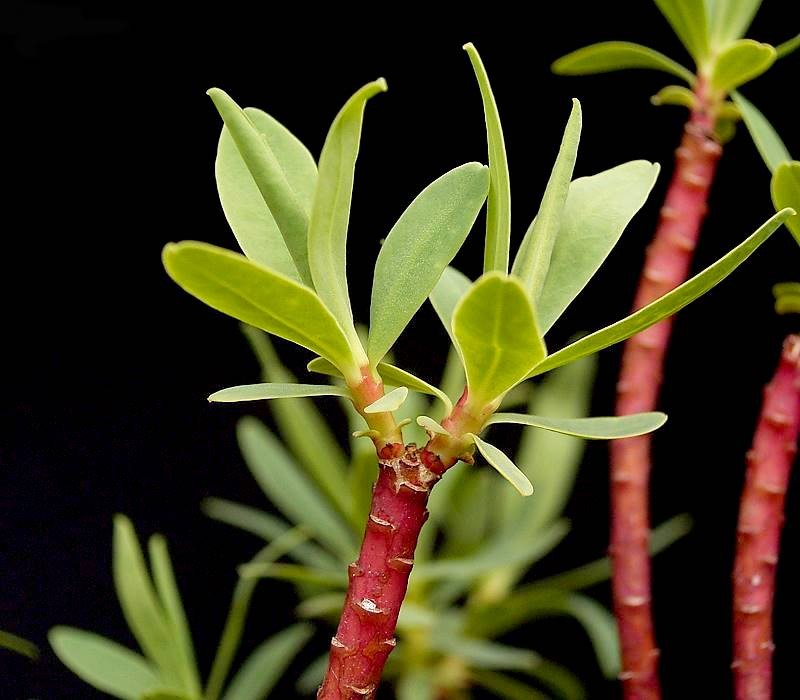
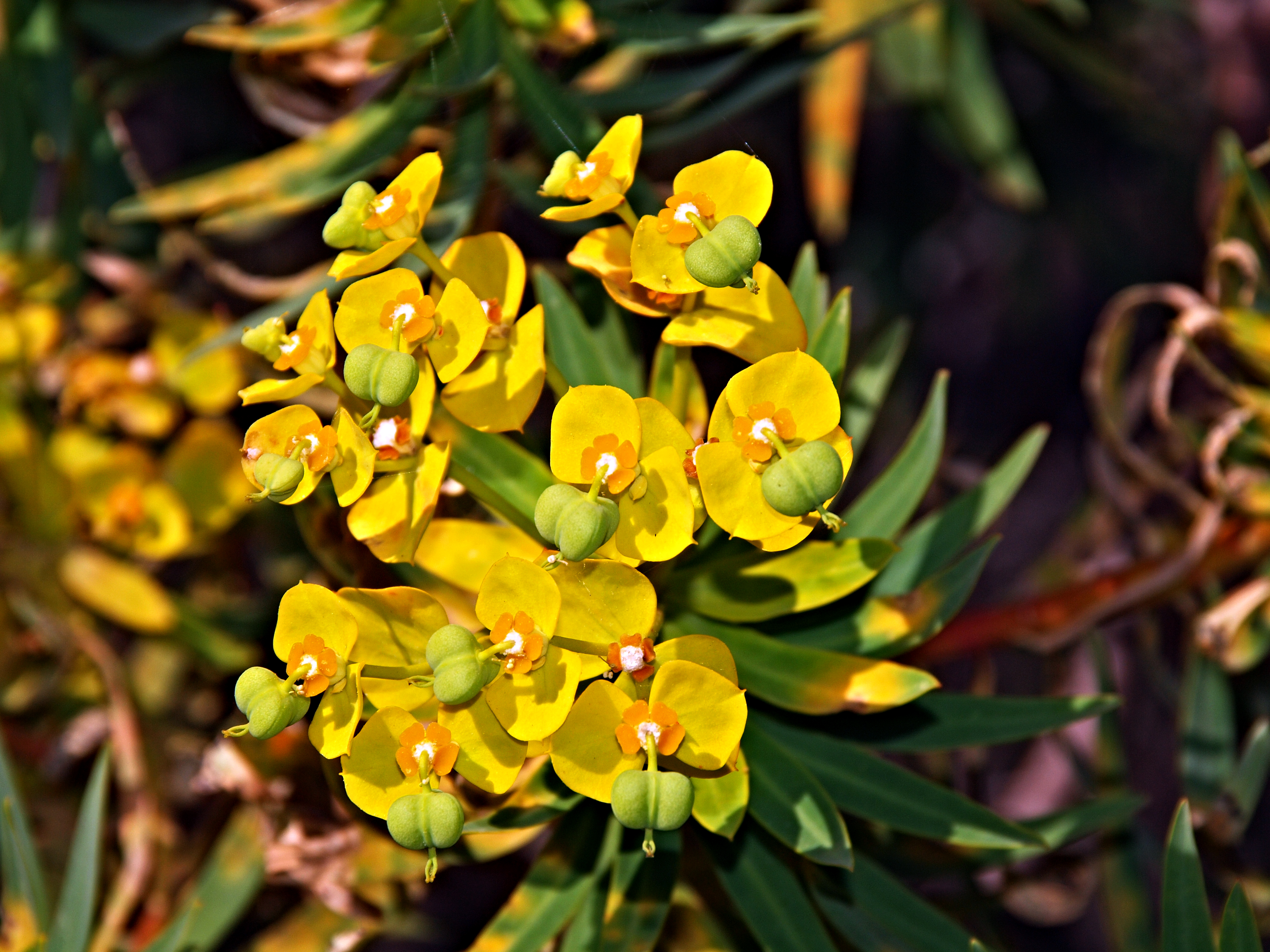
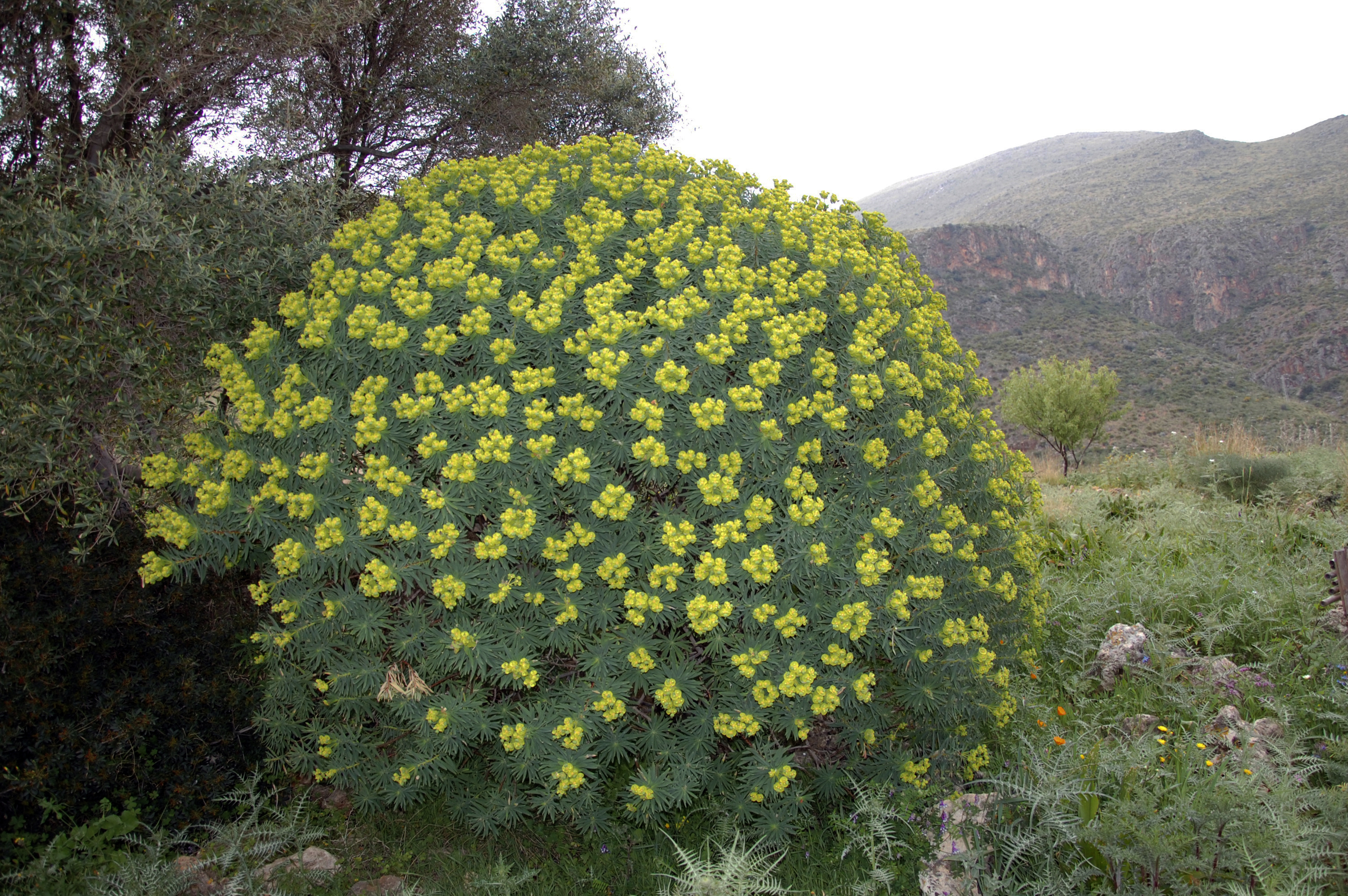
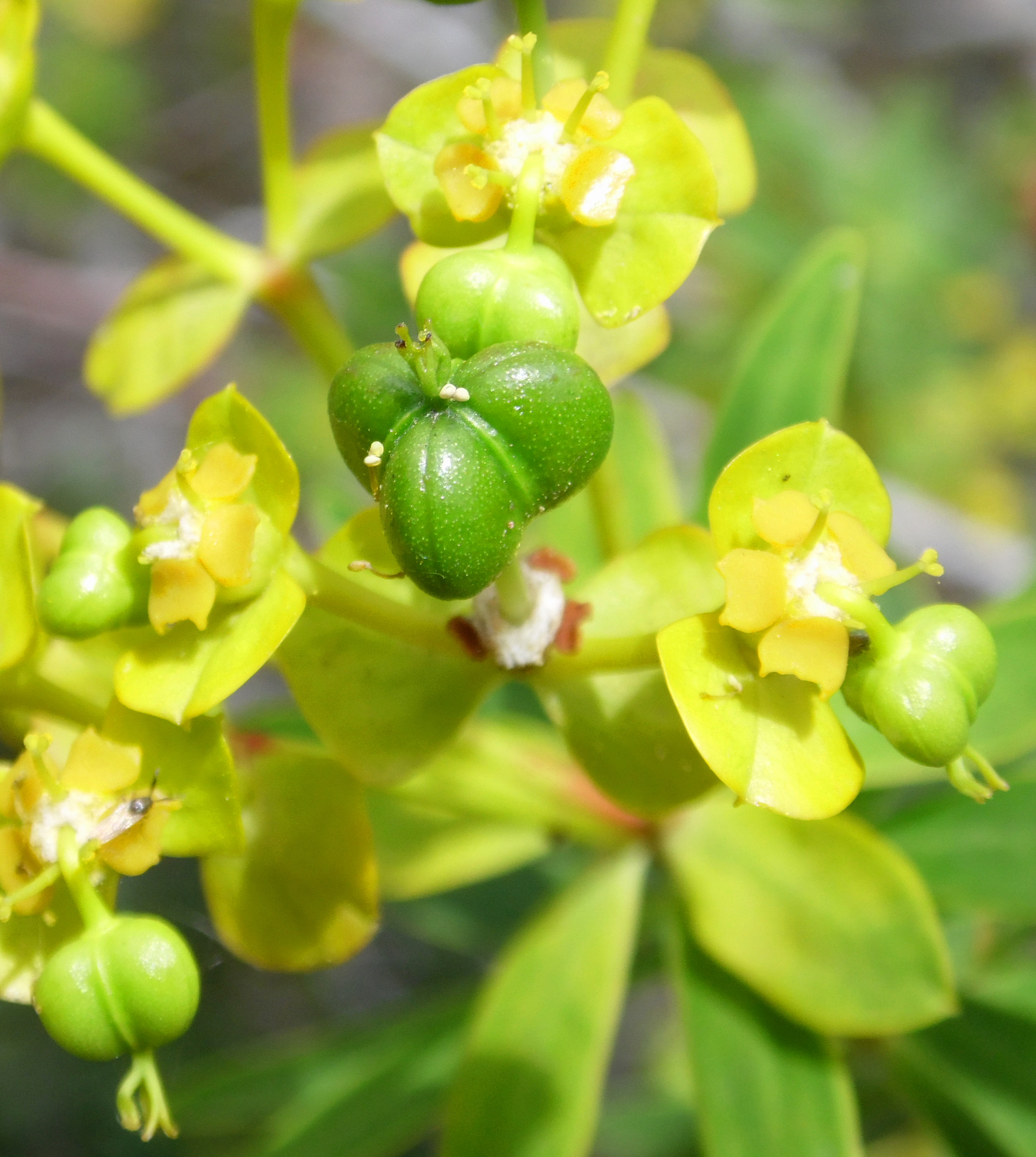
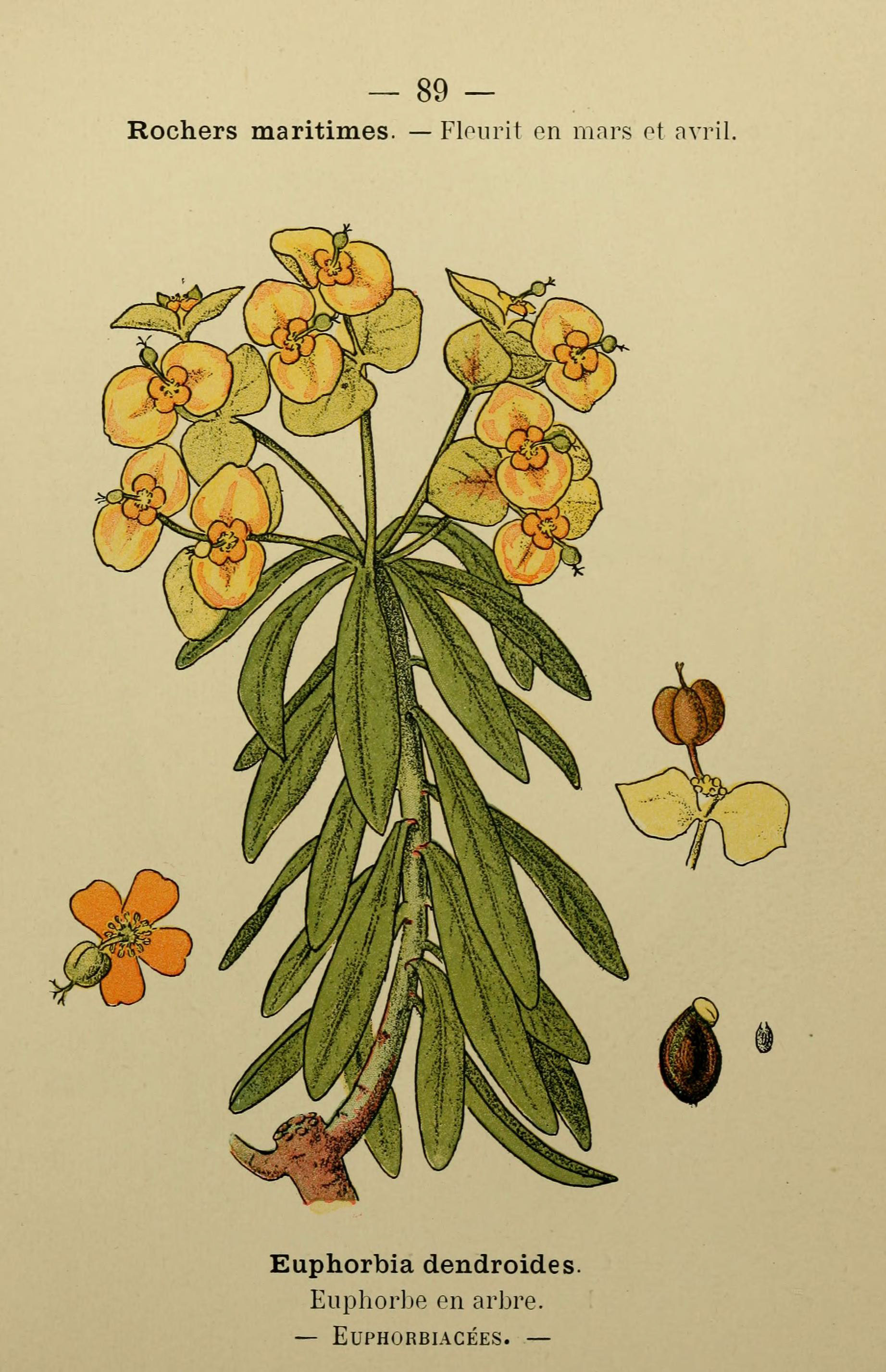